# Никифор Кавасила
Никифор Кавасила (на гръцки: Νικηφόρος Καβάσιλας) е византийски пълководец и адмирал от първата половина на XI век. Принадлежи към големия род Кавасила. Според Йоан Скилица Кавасила е командир на темата Солун по време на царуването на Василий II Българоубиец (976 – 1025). Никифор Кавасила е адмиралът на флота, който в 1024 година заедно със стратега на Самос Давид Охридски и флота от тема Кивериот  разгромява близо до Лемнос нахлулия в Средиземно море руски пиратски флот на Хризохир.

## Цитирана литература
- ((el)) Καβάσιλας, Νικηφόρος. – Παιδεία Online, 2012-02-28, архив на оригинала от 12 юни 2016, https://web.archive.org/web/20160612202407/http://paideiaonline.gr/index.php/e-encyclopedia/item/25091-kabasilas_nikhforos, посетен на 12 януари 2015
- Wortley, John (ed) (2010). John Skylitzes: A Synopsis of Byzantine History, 811 – 1057. Cambridge: Cambridge University Press, ISBN 978-0-521-76705-7, https://books.google.com/books?id=vGE8Xq832A0C
- Cheynet, Jean-Claude (2003). Basil II and Asia Minor. – In: Magdalino, Paul (ed), Byzantium in the Year 1000, The Medieval Mediterranean, volume 45. Leiden and Boston: Brill, 2002-12-01,  71–108, doi:10.1163/9789047404095_007, ISBN 978-90-47-40409-5 (PDF), https://brill.com/display/book/edcoll/9789047404095/B9789047404095_s007.xml
- ((de)) Lilie, Ralph-Johannes; Ludwig, Claudia; Pratsch, Thomas & Zielke, Beate (2013). Nikephoros Kabasilas: Νικηφόρος. – Prosopographie der mittelbyzantinischen Zeit Online. Berlin-Brandenburgische Akademie der Wissenschaften. Nach Vorarbeiten F. Winkelmanns erstellt. Berlin and Boston: De Gruyter, DOI:10.1515/pmbz, https://www.degruyter.com/database/PMBZ/entry/PMBZ27831/html, посетен на 7 август 2023